# Mémoire 44

Mémoire 44 est un jeu de société créé par Richard Borg en 2004 et édité par Days of Wonder. Il fut développé sous le haut patronage de la Mission du 60e Anniversaire des Débarquements et de la Libération de la France dans le but de transmettre le souvenir des événements marquants de la Seconde Guerre mondiale que sont les débarquements de 1944 et la Libération de la France en créant un produit à la fois ludique et pédagogique. Grâce à des scénarios détaillés et à un système de jeu à la fois simple et réaliste, les joueurs peuvent reproduire les batailles décisives de la guerre.
Conçu pour deux joueurs, il peut accueillir jusqu'à huit participants, à partir de 12 ans ; une partie dure entre une demi-heure et une heure.
Il existe une version en ligne du jeu, qui peut être jouée via l'internet avec un adversaire ou contre une intelligence artificielle.

## Règle du jeu

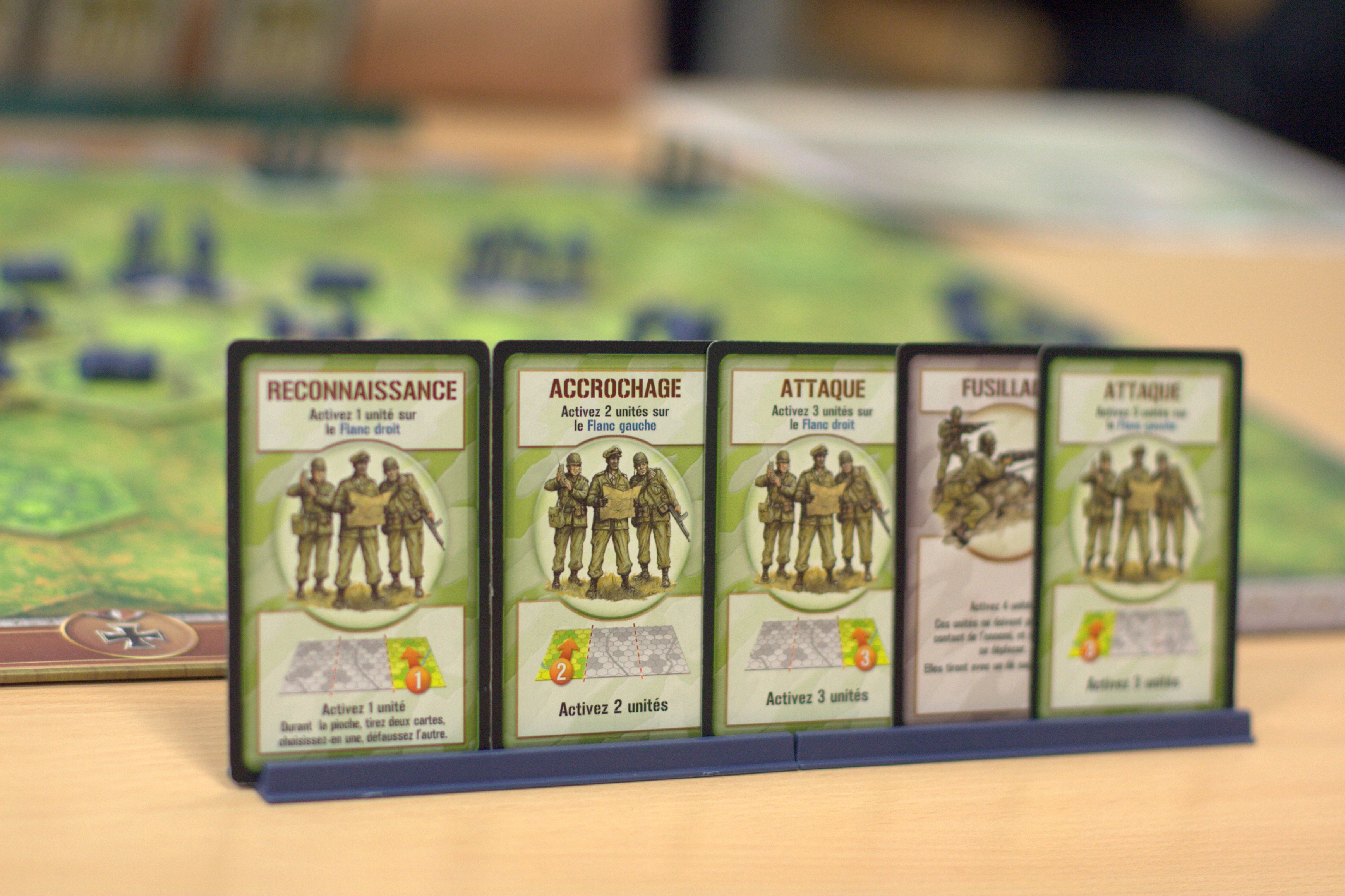
Parties de Mémoire 44
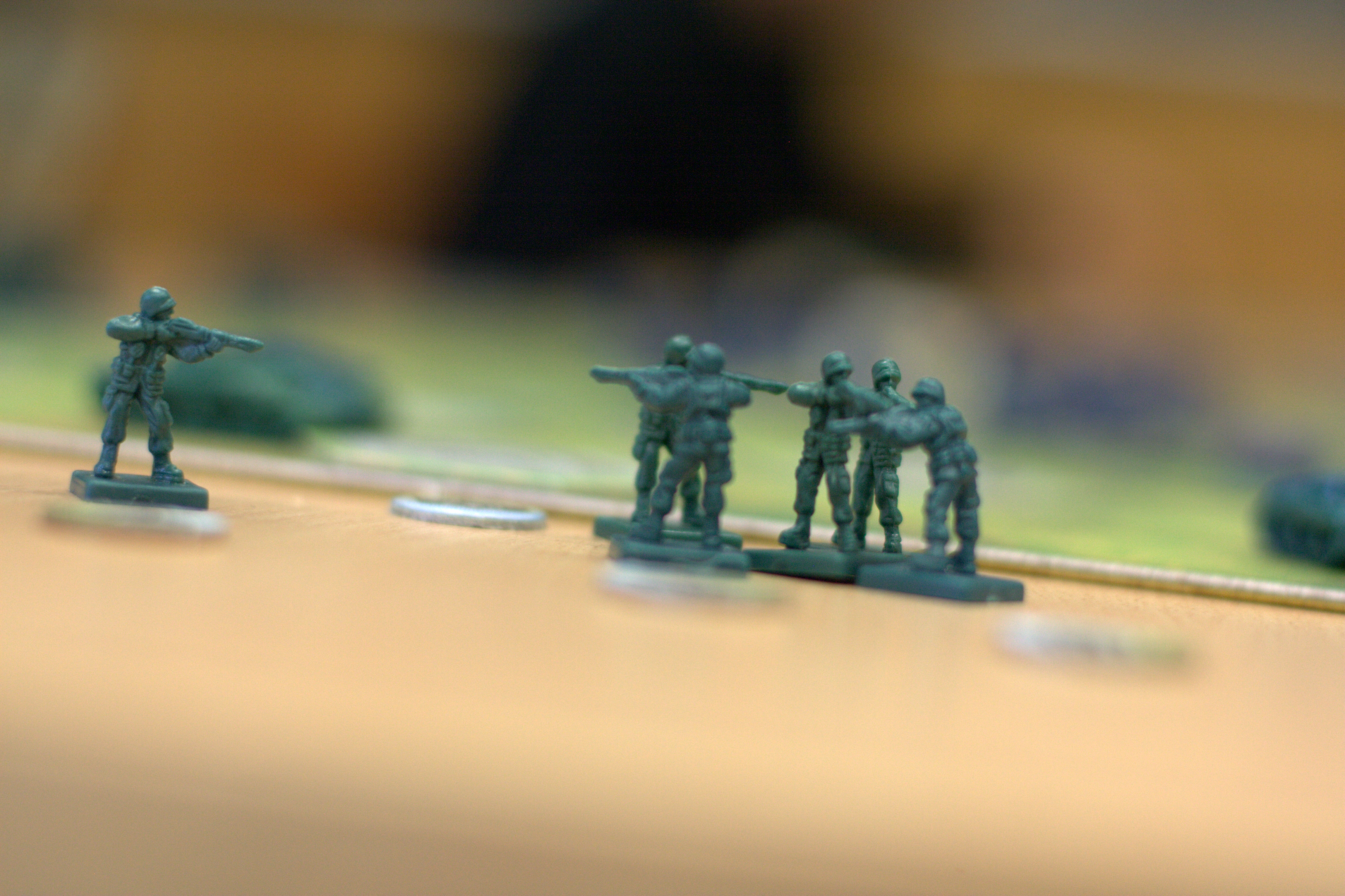
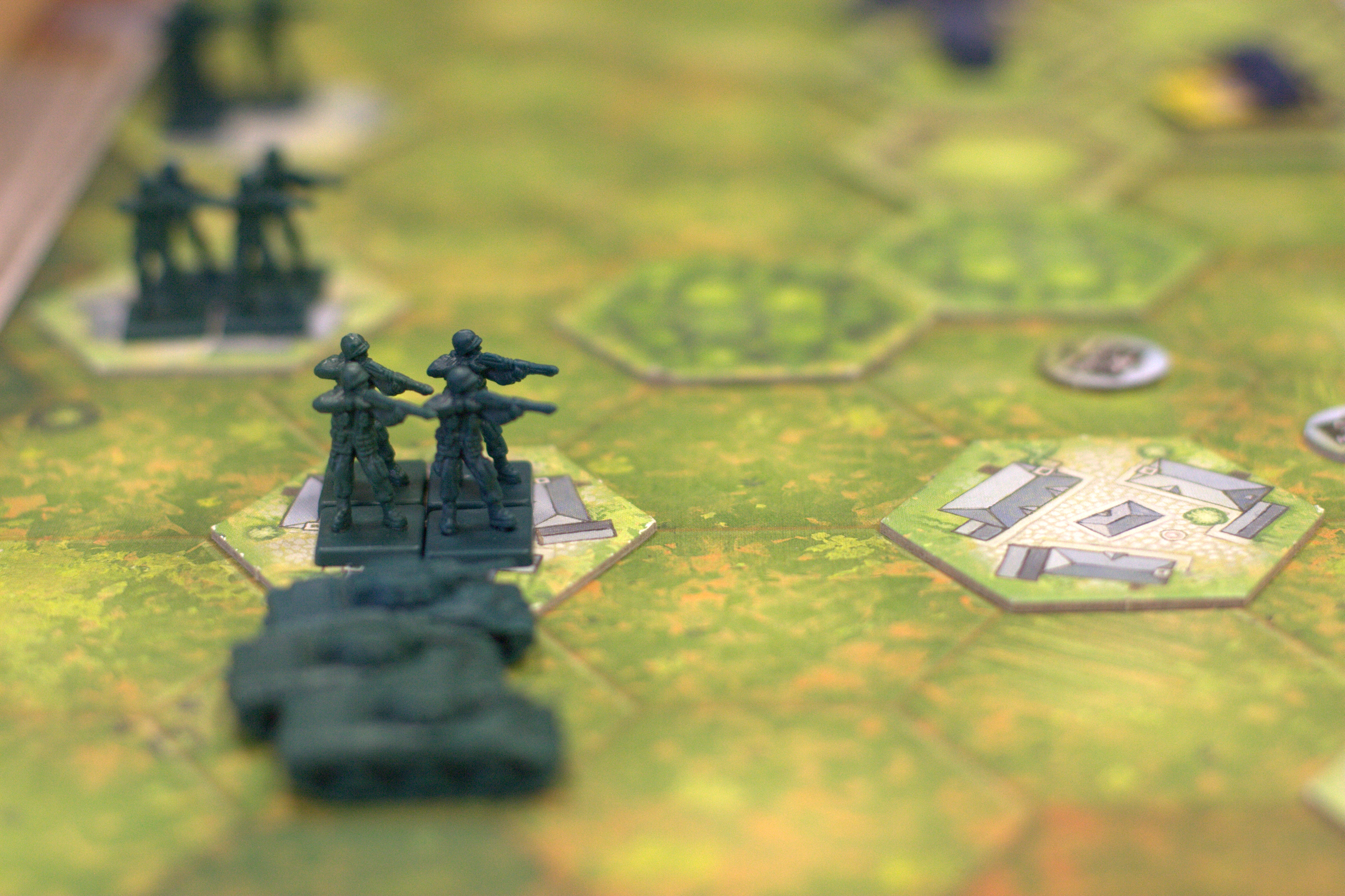
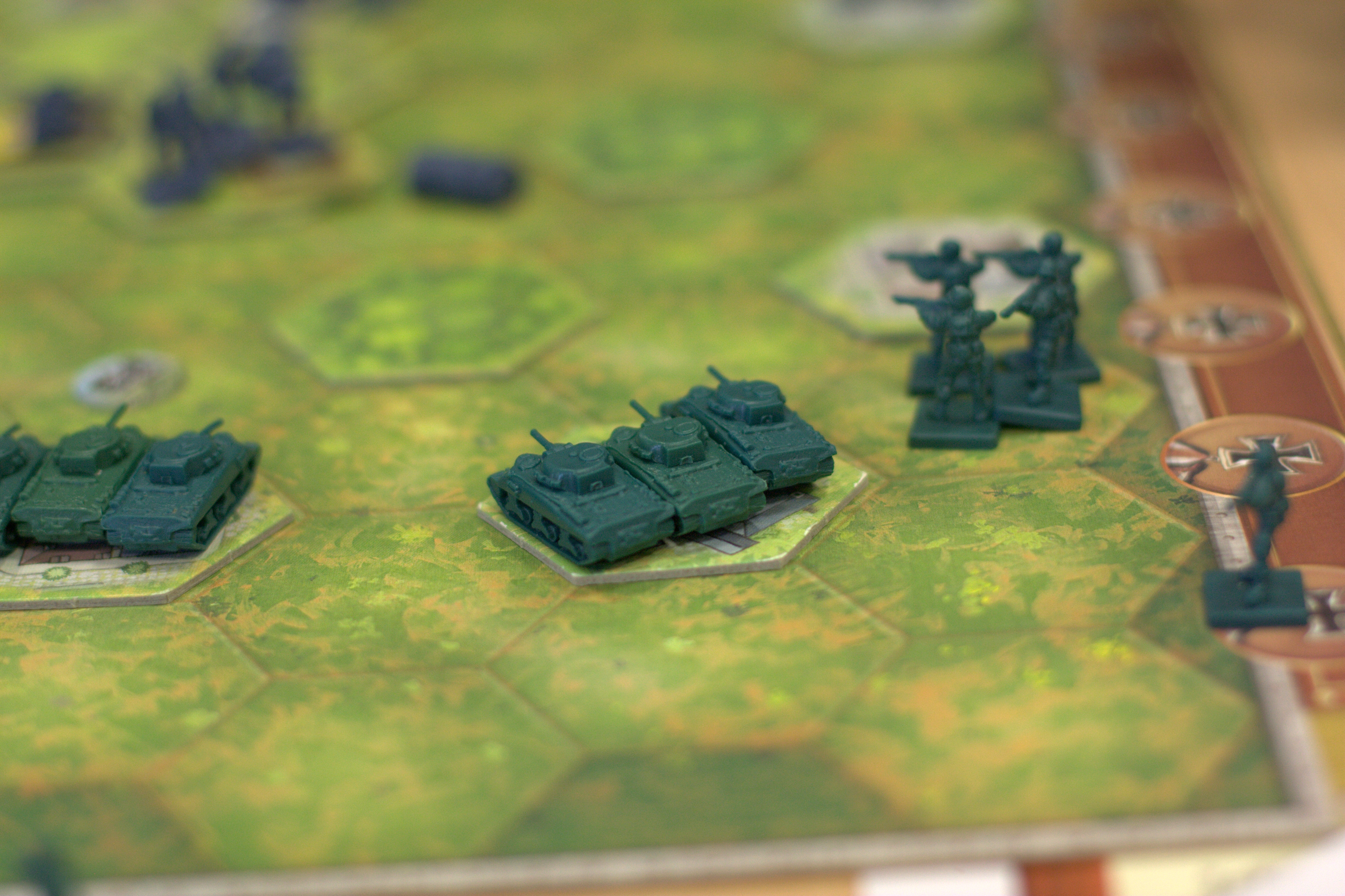
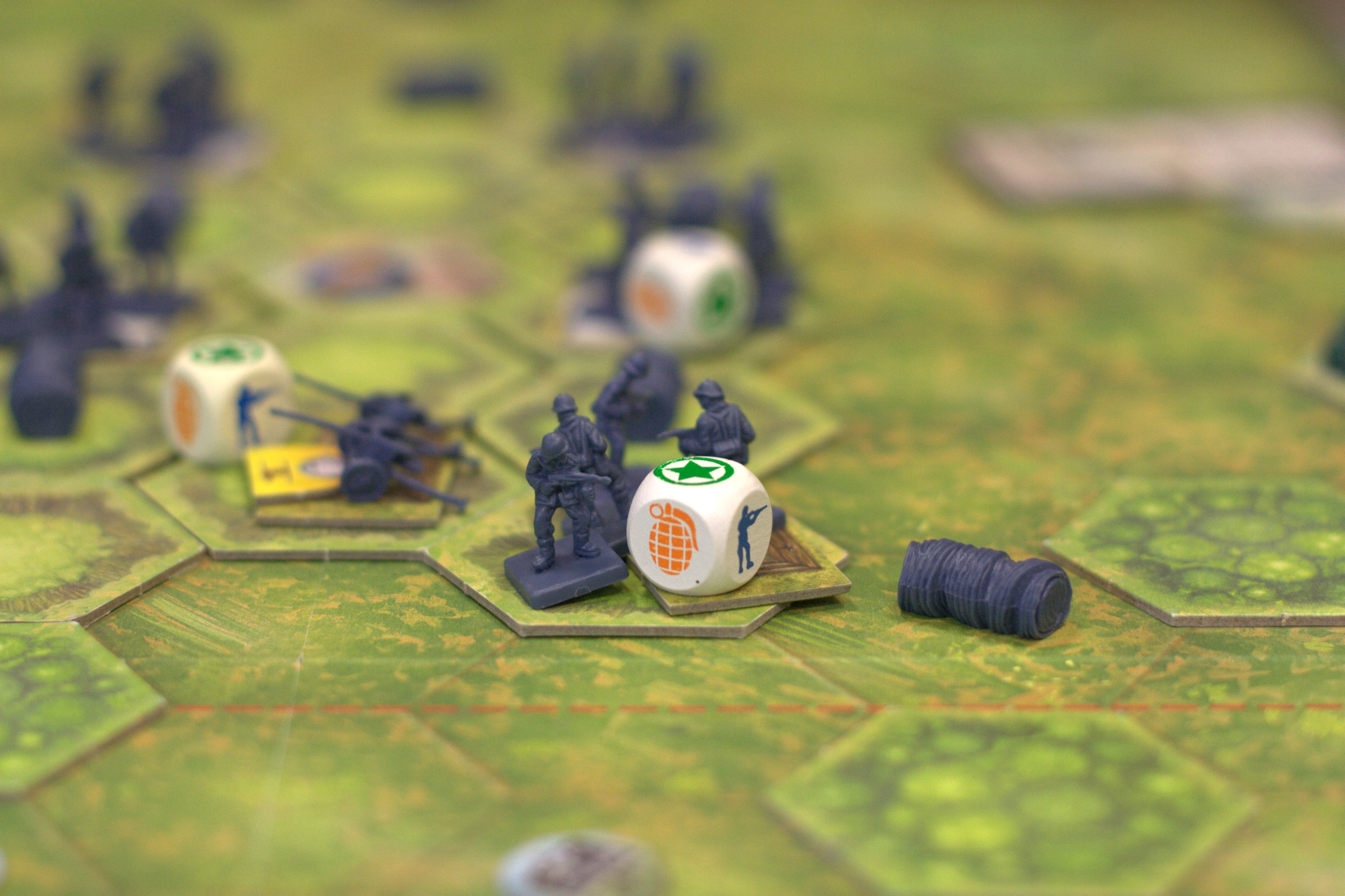

Mémoire 44 se présente sous la forme d'un jeu de figurines évoluant sur un plateau modulable à deux versants (côté "campagne" et côté "plage"), sur lequel on dispose des hexagones en carton représentant des terrains particuliers (forêts, villages, collines, rivières, etc.). En respectant les scénarios inspirés des batailles historiques que propose le livret de règles, les joueurs placent les figurines correspondant à leurs unités combattantes.
La victoire revient au premier qui, à la faveur de ses mouvements de troupes et des combats, parvient à remporter le nombre de médailles nécessaires. Une médaille s'obtient en éliminant une unité adverse ou bien en remportant un objectif identifié par un marqueur (en occupant une ville, par exemple).
Pour ce faire, chaque joueur doit tour à tour manœuvrer ses unités (infanterie, blindés et artillerie, chaque type possédant ses propres caractéristiques de mouvement et de tir) et résoudre ses combats à l'aide de dés spéciaux indiquant s'il touche, manque ou force à battre en retraite son adversaire.
Les manœuvres sont permises par les cartes de commandement. Chaque joueur en reçoit un nombre déterminé par le scénario. Chacun son tour, chaque joueur joue une carte de commandement permettant :
- soit de manœuvrer un certain nombre d'unités dans une ou plusieurs sections du plateau de jeu (cartes "Sections"),
- soit d'effectuer une action spéciale, par exemple : un tir de barrage à 4D sur une unité ennemie choisie par l'attaquant à n'importe quel endroit du plateau (cartes "Tactique").

Chaque type d'unité peut se déplacer d'un certain nombre d'hexagones avant, éventuellement, d'ouvrir le feu avec une puissance déterminée par les règles. La nature des terrains (forêts, bocages, villes, ...) influence la capacité de mouvement et de tir des unités.
Les dés utilisés pour résoudre les combats sont des dés à six faces. Sur chaque face est représenté un symbole :
- un fantassin, sur deux faces ;
- un char ;
- une grenade ;
- une étoile ;
- un drapeau.

Le symbole représente un dégât sur l'unité attaquée. La grenade correspond à un tir réussi sur toute unité. L'étoile correspond à un échec, ou à un effet spécial. Le drapeau entraine le repli de la cible vers son propre camp.
En dehors d'une attaque, les dés peuvent être lancés pour déterminer le succès de certaines actions permises par l'utilisation de cartes spéciales.
À la fin de son tour de jeu, le joueur pioche une nouvelle carte de commandement.

### Variantes
- Les parties en équipes, composées de deux ou trois joueurs. Chaque joueur se voit attribuer un rôle de commandement sur un ou deux secteurs de la carte
- Variante pour les plus jeunes : seules les cartes de section sont utilisées, et la règle de prise de terrain et de percée des blindés est ignorée.
- Règles maison : règles utilisées par les joueurs mais qui ne sont pas prises en compte en championnat.

### Modes

#### Overlord
- Mémoire 44 Overlord ou simplement Overlord qui se joue avec deux plateaux de jeux disposés l'un dans le prolongement de l'autre, élargissant la ligne de front. Cette variante peut être jouée jusqu'à huit joueurs.

#### Breakthrough
- Mémoire 44 Breakthrough ou Breakthrough. Il se joue sur des plateaux ou des cartes préimprimées correspondant à deux plateaux de base disposés l'un à côté de l'autre. Ils constituent un damier de 17 hexagones par 13, ce qui permet de réaliser des combats en profondeur.
- Breakthrough étendu, introduit lors de la sortie de l'extension Jour J. Les cartes sont composées d'un damier de 13 hexagones sur 23.

#### Overthrough
- Mode composé de l'assemblage de deux ou plusieurs cartes au format Breakthrough disposées côte à côte. Les règles de ce mode ont été précisées dans l'extension Jour J.

## Extensions
Mémoire 44 a été enrichi d'extensions sous forme de coffrets, de plateaux, de cartes pré-imprimées et de livrets. Ces extensions apportent de la variété sous la forme de nouvelles règles, de nouveaux hexagones de terrain, de nouvelles unités, de nouvelles armées, de nouvelles cartes. Days of Wonder a également sorti en 2008 le Sac de Campagne, qui permet de ranger et de transporter l'intégralité de la gamme Mémoire 44 (jusqu'à l'extension Mediterranean Theater). Le sac comporte également une carte de bataille de type "Breakthrough" d'un nouveau genre, qui permet de jouer plus en profondeur.

### Les coffrets d'extensions

#### Les extensions diversifiant les terrains et les conditions de combats
- Terrain Pack / Terrains, 2005

Terrain Pack est la première extension. Elle comprend un ensemble d'hexagones et de badges divers permettant de jouer sur de nouveaux terrains (voie ferrée, route, montagne, etc.). On compte aussi de nouveaux badges d'unités respectant la réalité historique des décorations militaires de la Seconde Guerre mondiale. Un livret propose plusieurs scénarios se déroulant entre 1944 et 1945.
Days of Wonder a publié neuf extensions ; la grande majorité est bilingue français/anglais :
- Opération Overlord / extension spécialement prévue pour le format Overlord, 2008

Opération Overlord est une extension qui facilite le jeu en mode Overlord. Ce coffret comprend deux jeux de cartes, remises à jour, des pions d'unités (armées américaine et allemande) et un lot de huit dés.
- Winter Wars / La bataille des Ardennes, 2010

En septembre 2010, Days of Wonder a annoncé la sortie de l'extension Winter Wars. Elle est dédiée à la période de combats du dernier hiver de la guerre (1944), dite Bataille des Ardennes.
L'extension propose des règles nouvelles pour les combats hivernaux et de nouvelles unités. Des tuiles de terrains enneigés, des cartes de combat (du type de la battle map "L'épée de Stalingrad") font partie de l'extension, ainsi qu'un lot de règles de combats spécifique au mode "Breakthrough".
- Equipment Pack / Matériel et unités, 2012

Le 6 juin 2012, Days of Wonder a annoncé la sortie d'une extension composée de 186 pièces en plastique. Elles représentent des unités, nouvelles pour beaucoup, ou figurent des unités jusqu'alors repérés par des badges (tireur d'élite, mortier, cavalerie, etc.).
L'extension Equipment Pack comprend également des scénarios (standard, Breakthrough et Overlord) et des cartes de rappel de règles.
Les premières boites de cette extension ont été accessibles à la fin du mois de septembre 2012.
- New Flight Plan / 2019 Nouvelle extensions d'avions remplaçant l'Air Pack

#### Les coffrets d'armées ou Army Packs
- Eastern Front / Front Est, 2005

Eastern Front est la deuxième extension de Mémoire 44. Elle apporte les figurines de l'armée russe (infanterie, blindés, artillerie) et de nouveaux hexagones correspondant souvent aux terrains enneigés. Le livret de règles apporte quelques modifications imposées au joueur russe (règle du commissaire politique) et propose des scénarios se déroulant à partir de 1942.
- Pacific Theater / Batailles du Pacifique, 2006

Ce coffret contient une armée japonaise, de nouveaux terrains (jungle, rizières, etc.), des règles modifiant les capacités de combat des armées japonaises et américaines, et un livret de scénarios.
- Mediterranean Theater / Batailles d'Afrique du Nord, 2008

L'extension Mediterranean Theater introduit une armée britannique (fantassins, chars et artillerie), de nouveaux terrains pour simuler le désert, et huit nouveaux scénarios se déroulant en Afrique du Nord.

### Les plateaux de jeu
- Plateau hiver/désert, 2005

Le Plateau hiver/désert est un plateau présentant deux faces, l'une enneigée (hiver, pour les scénarios du front russe) et l'autre représentant le désert (pour les combats d'Afrique du Nord).
- Plateau Breakthrough, 2010

En mai 2010, ce sont les plateaux Breakthrough qui ont été commercialisés. L'extension est constituée de deux plateaux figurant chacun deux types de terrain (plaine, rivage, plaine enneigée et désert) ; des scénarios Breakthrough et des scénarios classiques sont proposés avec les plateaux.

### Les cartes pré-imprimées ou Battle Maps
Days of Wonder a publié 6 battle maps. Ce sont des cartes au format Overlord avec un scénario pré-imprimé, qui ne nécessitent que l'installation des figurines des unités de combat. Les terrains sont déjà en place. Les cartes pré-imprimées sont souvent accompagnées une nouvelle unité et/ou un supplément de règles.
- L'enfer du bocage (2008), sur la difficulté qu'ont eue les troupes alliées à combattre dans le bocage, et introduisant les camions Dodge WC-63. Il comprend également le scénario les Cadets de Saumur.
- Les tigres des neiges (2009), avec laquelle sont fournis 6 chars Tigres, redoutables blindés particulièrement compliqués à mettre hors-combat.
- L'épée de Stalingrad (2009), simulant le combat urbain qui s'est déroulé à Stalingrad, à l'aide de nouvelles cartes Combat spécialement conçues pour cela, tout comme l'autre scénario Overlord fourni Faits comme des rats.

Deux scenarios de taille standard (Mamaïev Kourgan et Pavlov, Héros de l'Union Soviétique ) sont également inclus.
- Le désastre de Dieppe (2010), qui permet de revivre deux moments forts de l'année 1942. D'une part, la tentative de débarquement des Alliés à Dieppe, en août, lors de l'opération Jubilee. D'autre part l'attaque en juin de l'Afrika Korps sur Tobrouk, tenue essentiellement par des troupes britanniques. Cette battle map est accompagnée d'autres scénarios au format normal, et de figurines de semi-chenillés Sdkfz 250 et de jeeps Willys MB.
- Jour J (2014). Le 20 mars 2014, Days of Wonder annonce[1] la sortie de l'extension à l'occasion du dixième anniversaire du jeu Mémoire 44 et du 70e anniversaire du débarquement des troupes alliées en Normandie. Elle consiste en un lot de six cartes pré-imprimées au format Breakthrough étendu. Les cartes de ce nouveau format sont composées de damiers de 13 hexagones par 23. Elles représentent le territoire qui fut le théâtre de l'opération Neptune. Cette extension introduit de nouvelles règles (renforts, contrôle du terrain), de nouvelles unités (infanterie soutenue, blindés soutenus), et de nouveaux modes de jeu (à double plateau "OverThrough", triple plateau et sextuple plateau). Cette extension nécessite les coffrets d'extension (Terrain Pack, Equipment Pack et Winter Wars).
- La bataille de Khalkhin-Gol (2016). Une campagne de 6 scénarios plus deux scénarios BreakThrough pré-imprimés.
- Dans la jungle et le désert (postérieur à 2016). deux nouveaux paquets de cartes combats fournis, deux scénarios Overlod pré-imprimé et 6 scénarios standards.

### Les livrets
- Air Pack / Avions et règles aériennes, 2007 (épuisé, disponible sur le site de mémoire 44)

L'Air Pack contient huit figurines peintes d'avions de toutes les nationalités importantes du conflit, un livret de 64 pages rassemblant tous les scénarios de Mémoire 44 parus à ce jour, plus des scénarios inédits, de nouvelles règles aériennes et de nouveaux hexagones de terrain. Il comporte également de nombreuses cartes qui résument tous les types de terrain, de troupes et de règles spéciales, pratiques à placer à côté du plateau de jeu pour éviter d'avoir tout le temps recours aux livrets de règle.
- Carnet de campagne volume 1, 2009 (épuisé, disponible sur le site de mémoire 44)

Ce livre de format BD de 112 pages, à couverture cartonnée, introduit de nouvelles règles, les règles de campagne. Les campagnes sont des successions de scénarios (trois minimum) définies en fonction de l'issue de chaque bataille.
Ces règles permettent de modifier la configuration de départ des scénarios de bataille, les rendant ainsi uniques. On distingue trois étapes différentes. La première est représentée par les "jets de réserve". Le résultat des dés permet de faire entrer sur le plateau une, voire deux unités supplémentaires, ou de disposer de sacs de sable pour une unité. La mise en place de ces unités dépend de la possession de "jetons de réserve" par les joueurs. Les unités de réserve peuvent être mise en place de suite ou stationner en "zone stratégique", représentée par la zone couleur métal en bord de plateau.
La deuxième règle est spécifique à chaque scénario. En fonction du vainqueur ou de certains aspects de la bataille (prise d'objectifs, sortie du plateau, etc.), un bonus ou un malus est appliqué. Ça peut être de disposer
d'une unité supplémentaire ou de priver son adversaire d'une capacité (pas d'attaque aérienne, etc.). Cette seconde règle est amplifiée par des règles de grandes campagnes, les "événements spéciaux", qui donnent une coloration particulière aux combats engagés (unités de réserve équipées de lance-flammes, camouflage d'unité, survenue de la raspoutitsa...).
La troisième règle reprend une idée introduite avec les plateaux été/hiver, il s'agit des "jets de victoire". À l'issue de chaque bataille, la première étape à entreprendre est le lancer de deux dés plus un par victoire acquise lors de la campagne. Le résultat des dés affecte les unités de l'adversaire (le plus souvent), les siennes propres, voire le nombre de cartes avec lesquelles l'adversaire va commencer la bataille suivante.
Le livret comprend des scénarios pour effectuer les grandes campagnes de Normandie (cinq campagnes), Fall Gelb (quatre campagnes) et Barbarossa (trois campagnes).
- Carnet de campagne volume 2, 2011

Dans les 128 pages de ce carnet au format identique au volume 1 sont proposées cinq grandes campagnes :
- Iles du Pacifique
- Bicycle Blitzkrieg
- Chute de la Pologne
- Percée en Normandie (en mode Breakthrough)
- As de l'air
- Campagne du Vercors, 2009

Days of Wonder a publié une mini extension gratuite : la campagne du Vercors, offerte conjointement à la sortie de la battle map "L'épée de Stalingrad".

### Autres extensions
Le 20 juin 2011, l'éditeur de jeu met en ligne une campagne téléchargeable (document en format PDF) conçu sur les traces de Audie Murphy, un GI qui a combattu en Italie et en France.

## Compétitions

### Open de France
Les Opens donnent lieu à un classement des joueurs à l'issue de la rencontre.
- 2009

Les 10 et 11 avril s'est tenu le premier Open de France de Mémoire 44, première compétition officielle organisée sous l'égide de l'éditeur Days of Wonder. Cette édition s'est tenue dans le Palais des Ducs de Touraine à Tours (Indre-et-Loire), et a regroupé 44 participants venus de plusieurs pays (France, Belgique mais aussi Russie).
Regroupés en plusieurs poules, ils ont disputé dix parties (six l'après-midi du 10 et quatre le 11 au matin), chacune durant 45 minutes maximum. Le but n'était pas d'en gagner le plus, mais de remporter le plus de médailles possibles par l'élimination des unités ennemies. 8 parties se jouaient en 6 médailles, 2 parties en 7 médailles.
À l'issue des 10 matches de poule, les joueurs classés 1er (61 médailles sur 62) et 2e (60 médailles) ont disputé la finale, retransmise sur écran géant (comme aux échecs), et sans limite de temps.
- 2010

Une deuxième édition s'est déroulée les 3 et 4 avril, toujours au Palais des Ducs de Touraine, à Tours. Un premier tournoi junior (moins de 16 ans) y a été disputé.
- 2011

Le troisième Open de France de Mémoire 44 a été organisé à Sainte-Mère Église, en Normandie, les 7 et 8 mai.
- 2012

Le quatrième Open de France de Mémoire 44 s'est tenu à Issy-les-Moulineaux (Hauts-de-Seine), les 17 et 18 mars 2012. Cent joueurs se sont réunis dans le musée de la carte à jouer.
- 2013

Le cinquième Open de France de Mémoire 44 s'est également déroulé au musée de la carte à jouer à Issy-les-Moulineaux.
- 2014

À l'occasion du sixième Open de France de Mémoire 44, concordant avec le 70e anniversaire du Débarquement en Normandie et avec le 10e anniversaire du jeu Mémoire 44, la Fédération française a organisé l'Open à Bénouville, à cinq minutes du Pegasus Bridge. Le thème de cet Open reposait sur les combats menés par les troupes britanniques, en particulier la 6th Airborne Division, et les Canadiens qui débarquèrent à Bernières-sur-Mer.
- 2015

Le septième Open s'est deroulé dans le musée de la carte à jouer à Issy-Les-Moulineaux.
- 2016

Le huitième Open de France de Mémoire 44 s'est également déroulé au musée de la carte à jouer à Issy-les-Moulineaux.
- 2017

Le neuvième Open de France a eu lieu cette fois-ci à Orléans.
- 2018

Pour fêter la dixième édition de l'Open, le tournoi revient dans les terres Normandes dans le musée du Normandy Victory Museum (proche de Carentan) qui accueille l'Open.
- 2019

La onzième édition de l'Open a eu lieu une nouvelle fois au musée de la carte à jouer à Issy-Les-Moulineaux.
- 2020

La douzième édition de l'Open a été annulé en raison de la crise sanitaire Covid.

### Tournois régionaux en France et en Belgique
De nombreux tournois ont lieu chaque année en dehors de l'Open de France et accueillent de 16 (pour les plus petits) à plus de 50 joueurs (pour les plus gros). Beaucoup de ces tournois sont devenus des rendez-vous annuels :
- Le Mans (Janvier)
- Melle (Avril)
- Normandie (Mai)
- Angers (Juin)
- Abbeville (Aout)
- Picardie (Septembre)
- Lille (Novembre)
- Nantes (Décembre)

### Fédération Francaise de Mémoire 44 (FFM44)
Une fédération française s'est constituée en 2009. Elle anime un forum et organise des rencontres de joueurs. Par ailleurs, elle valide et aide quelquefois à la logistique de certaines rencontres organisées par des initiatives locales, les résultats donnent lieu à un classement national, pour les joueurs adhérents.

### Classements des joueurs
Plusieurs classements sont effectués chaque année pour mesurer les performances de chaque joueur.
La Fox Race est un classement prenant en compte les performances des joueurs dans les tournois IRL (sur plateau) et en Online. Ce classement s'effectue sur les résultats obtenus lors des 3 dernières années. Chaque tournoi attribuant un certain nombre de points au vainqueur et aux joueurs les mieux classés. (Un Open national rapportant plus de point qu'un grand tournoi régional, lui même rapportant plus qu'un tournoi avec moins de 20 joueurs.)  
Le WET (West European Tour) comptabilise les classements des différents tournois IRL joués pendant une année civile dans toute l'Europe. Chaque tournoi rapporte un certain nombre de points, les Opens nationaux étant ceux qui en rapporte le plus. Le joueur ayant le mieux performé pendant l'année reçoit comme trophée l'Etoile de Cristal, gravée à son nom.
La FFM44 classe les joueurs ayant participé aux tournois officialisés par la Fédération en France. Les six premiers de ce classement sont alors utilisés comme tête de série dans les poules de l'Open de France.

### Open de Belgique, Open de Hollande et Open d'Allemagne
Des opens nationaux ont vu le jour dans les pays proches grâce à l'impulsion de clubs liés à Mémoire 44.
La première édition de l'Open de Belgique a eu lieu en 2012 à Louvain-La-Neuve. Après une pause d'un an le tournoi est revenu pour sa 5ème édition à Louvain-la-Neuve en 2017. Après une nouvelle pause, l'Open de Belgique reviendra fin Octobre 2020 pour sa sixième édition, cette fois-ci dans la ville de Melle.
L'Open de Hollande fut quant à lui lancé en 2015 à Overloon. Depuis cette année, l'Open de Hollande a lieu chaque année à Klundert et réunit chaque année plus de 60 participants de différentes nationalités (Hollandais, Belges, Allemands, Francais, Italiens, Américains, Anglais..). La prochaine édition de l'Open de Hollande aura lieu en Février 2020.
L'Open d'Allemagne est le dernier open national crée à ce jour. Sa première édition s'est déroulée en Janvier 2019, une nouvelle édition est prévue en 2020. 

### Rencontres locales et à l'étranger
À l'occasion d'événements particuliers (salons, commémorations, animations), des associations ou des groupes informels organisent des rencontres, en France, en Belgique (Mons), en Russie et jusqu'en Asie du Sud Est. Ces rencontres peuvent donner lieu à un classement, qui demeure limité à la rencontre ponctuelle.

## Mémoire 44 en ligne
Le 20 novembre 2010, l'éditeur de jeu Days of Wonder a mis en ligne une version jouable sur ordinateur via l'internet. Les principes de jeu sont les mêmes que le jeu de plateau, toutefois, un système de gestion de trésor de guerre, composé de lingots, permet de jouer les scénarios. Le "coût" d'une partie varie de deux à trois lingots, selon la complexité du scénario. Les lingots s'achètent sur le site marchand de Days of Wonder (à titre d'information, au 21/02/2011, 200 lingots coûtent 8 euros). Par ailleurs, les victoires sont comptabilisées, elles permettent d'évoluer en grade. Le logiciel suit également les actions et les jets de dés des joueurs, leur attribuant au gré des parties des décorations spécifiques (dont les distinctions Lucky Bastard et Wet Feet).
À chaque mise à jour sont donc implémentées les différentes règles des différentes extensions.
La version de base n'autorise l'accès qu'aux scénarios de base.
Le 6 juin 2011, Days of Wonder a mis en ligne la version 1.0 de Mémoire 44 online.
Parmi les scénarios jouables, on trouve les 16 scénarios du jeu de base, et les scénarios des packs méditerranéen et du front de l'est.
À l'installation initiale du programme, 50 lingots sont offerts.
Le jeu est disponible depuis le 23 novembre 2022 sur le site Board Game Arena .

### Tournois en ligne
Chaque année de nombreux tournois ont lieu en ligne. Parmi ceux qui ont lieu chaque année on retrouve : 
- Le COOL, un championnat Online par poule de 12 avec un système de divisions (et de montée/descente) organisé par la FFM44.
- Le WW, un tournoi Online lancé en 2012 dont la particularité réside dans le fait que le vainqueur doit organiser la prochaine édition selon les règles qu'il désire. 
- Le WOLF (maintenant devenu la BEWOLF), un tournoi sous forme de championnat en ronde suisse organisé sur 10 mois et 10 scénarios. Chaque participant à un mois pour jouer le scénario du Mois. Ces scénarios sont toujours fictifs et en 8 médailles; le tournoi se détache un peu du côté historique (bien que présent) pour aller vers un coté plus fun.
- La League, un tournoi anglophone sur le site BoardGameGeek (BGG) organisé par Sam1812. Chaque saison à un thème historique qui définit les scénarios joués.

### Trophée des Champions
Chaque année depuis 2015, deux membres de la communauté (Lucky91 et Sam1812) organisent le trophée des Champions. Une sorte de Masters réunissant les vainqueurs des différents tournois en ligne et IRL. Les 16 meilleurs joueurs de l'année s'affrontent alors dans un tournoi avec une double phase de poules où le vainqueur de la Poule Finale est déclaré champion des champions. 

## Méta Jeu de Mémoire 44 Online
Le 20 mars 2012, un des membres de Days of Wonder a proposé une version béta d'une nouvelle forme de jeu reposant sur les batailles jouables sur le online.
Le Méta Jeu de Mémoire 44 s'appuie sur une carte de l'Europe et de l'Afrique du nord divisée en différentes zones. Les forces de l'Axe et les Alliés disposent de ressources en fonction des territoires qu'elles occupent. Ces ressources permettent à chaque camp de décider de différentes actions (construction de port, espionnage, bombardement, etc.) qui précèdent les phases de combats. Les combats ont lieu quand deux belligérants se rencontrent sur un même territoire ; le maitre du jeu définit les scénarios qui doivent être joués et les conditions de victoire (majorité de victoires, majorité de médailles, etc.).
La partie se joue en neuf tours, chaque tour durant une semaine. Chaque jour correspond à une phase d'action (lundi : construction et espionnage, mardi : bombardements, mercredi : déplacement des bataillons, de jeudi à samedi soir : résolution des combats.
Les équipes sont composées par nation belligérante (États-Unis, Russie, Grande-Bretagne, Allemagne, Italie). Chaque équipe compte 12 joueurs (généraux) dont un commandant en chef et un second. Seuls les joueurs sont censés jouer les parties sur le online, le commandant en chef et le second diffusant les ordres au maitre du jeu.
La carte de l'Europe présente la synthèse des actions et des résultats des différents combats.

## Débats autour du système de jeu
Le forum est un lieu d'échange où quelques règles de Mémoire 44 sont contestées :

### La direction d'une unité lors d'une retraite
Lors d'une attaque, si le jet de dés de l'assaillant comprend un ou plusieurs drapeaux, l'unité attaquée doit revenir vers son propre camp, quelle que soit la provenance de l'attaque.

Certains joueurs reprochent à cette règle de ne pas être réaliste, argumentant que le comportement spontané lorsqu'une unité se replie n'est pas forcément celui imposé par la règle.

### L'inactivation des mines lors d'une retraite
La règle de la retraite ou du repli, lorsqu'un ou plusieurs drapeaux sont obtenus pendant une attaque, est que les unités en retraite traversent tous les terrains franchissables sans subir leur effets. Ainsi, une retraite à travers un champ de mines n'entraîne pas de déclenchement des mines. Ceci fait également l'objet de critiques de certains joueurs, d'autant plus que la règle du repli souffre une exception, dans le cas d'une retraite sur une rivière gelée.

### La puissance d'attaque d'une unité affaiblie
Dans une moindre mesure par rapport aux deux sujets précédents, ce point de règle fait régulièrement débat. Il est convenu que, quels que soient les effectifs d'une unité sur un plateau, celle-ci attaque avec le même nombre de dés que celui d'une unité complète.
Un consensus se dessine autour de l'idée que le nombre de figurines d'une unité représente sa capacité d'action et non une proportion du nombre de soldats en état de combattre, notamment parce que la puissance de destruction des armes modernes est telle que le nombre de soldats en état de se battre n'est pas représentatif de potentiel de destruction d'une unité.

## Récompenses
- International Gamers Awards deux joueurs 2004
- Meilleur jeu à deux 2004 sur boardgameratings.com
- Jeu de l'année 2005 en Norvège dans la catégorie Stratégie générale
- Jeux de l'année 2005 dans la catégorie Simulation historique pour Games Magazine